# Chikkakondagola, Hassan
Chikkakondagola là một làng thuộc tehsil Hassan, huyện Hassan, bang Karnataka, Ấn Độ.